# 酷愛飲料
酷愛飲料（英語：Kool-Aid）是位于伊利诺伊州芝加哥的卡夫亨氏旗下的调味饮料品牌。 这种粉末形式是由埃德温·珀金斯（Edwin Perkins）在1927年基于一种名为「Fruit Smack」的液体浓缩物制成的。 

## 「喝酷愛飲料」與人民聖殿教
人民聖殿教是一個於1953年由吉姆·瓊斯在美國創立的邪教。1978年11月18日在南美洲圭亞那的瓊斯鎮由瓊斯組織了一場大屠殺，瓊斯命令他的信眾飲下摻有氰化物與鎮靜劑的果汁。而這次集體自殺事件共造成914人死亡。而該果汁便由酷愛飲料調兌而成。
因為該典故，喝酷愛飲料（Drinking the Kool-Aid）便成為了一個習語，在美國流行文化中指因潛在的高額回報而相信可能注定或危險的想法的人。